# Zhang Xin (imprenditrice)
Zhang Xin (cinese tradizionale: 張欣; cinese semplificato: 张欣; pinyin: Zhāng Xīn; Pechino, 1965) è un'imprenditrice cinese, miliardaria grazie all'attività nel settore immobiliare.  Con suo marito Pan Shiyi, è cofondatrice ed ex amministratore delegato di SOHO China, un'impresa cinese di sviluppo di edifici per uffici. Si è dimessa dal ruolo di CEO il 7 settembre 2022 "per concentrarsi sul sostegno alle arti e alle attività filantropiche". Da allora ha assunto il ruolo di fondatrice di Closer Media, una società di produzione cinematografica e finanziatrice con sede a New York.
Cresciuta in situazioni misere a Pechino e Hong Kong, dove ha lavorato per un certo periodo come operaia, Zhang alla fine è arrivata a possedere società responsabili di dozzine di sviluppi immobiliari a Pechino e Shanghai. A metà del 2010, Zhang ha iniziato una transizione da un modello di business di costruzione e vendita di immobili a uno di acquisto e locazione.  Zhang ha anche acquisito grandi partecipazioni nel Park Avenue Plaza e nel General Motors Building di New York City e ha lanciato il settore degli spazi per uffici condivisi, SOHO 3Q, nel febbraio 2015. Nel 2014, Zhang è stata elencata come la 62ª donna più potente del mondo da Forbes, ed è "regolarmente nominata come una delle migliori donne d'affari del mondo". Zhang e suo marito erano stati precedentemente classificati da Forbes tra le "coppie più potenti del mondo".

## Biografia
Negli anni '50, i genitori di Zhang Xin, cinesi birmani di seconda generazione, lasciarono la Birmania e immigrarono in Cina. Lì lavorarono come traduttori presso la Foreign Languages Press. Si separarono durante la Rivoluzione Culturale.
Zhang, nata a Pechino nel 1965, dopo la separazione dei genitori rimase con la madre trasferendosi a Hong Kong all'età di 15 anni: vivevano in una stanza grande appena abbastanza per due letti a castello.  Lavorò per cinque anni in piccole fabbriche che producevano abbigliamento e prodotti elettronici. All'età di 19 anni, aveva risparmiato abbastanza per il biglietto aereo per Londra e per mantenersi per lo studio dell'inglese in una scuola per segretarie a Oxford.  Per mantenersi nel Regno Unito, lavorò anche "in un tradizionale negozio di fish and chips britannico gestito da una coppia cinese" e prese il Primo Ministro Margaret Thatcher come modello,  sviluppando anche un "fascino per intellettuali britannici di sinistra".

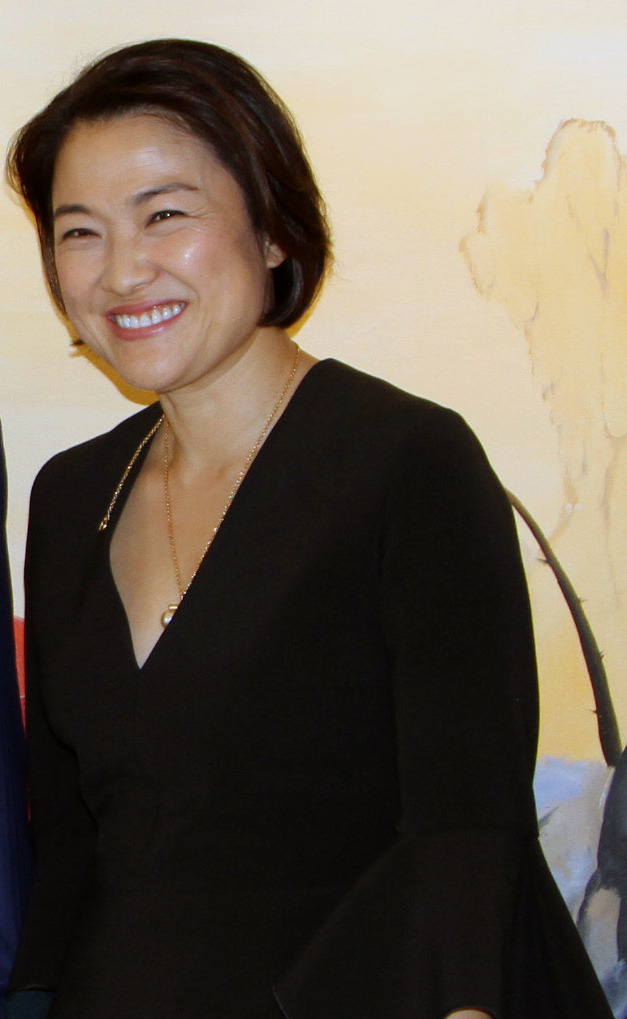
Zhang Xin

Nel 1987, mentre ancora studiava a Londra, vinse una borsa di studio che le permise di iniziare a studiare economia presso l'Università del Sussex, dove si laureò. Nel 1992, conseguì anche un master in economia dello sviluppo presso l'Università di Cambridge, dove scrisse la tesi sulla privatizzazione in Cina. Nel 2013, Zhang ha ricevuto un dottorato onorario dall'Università del Sussex.

## Carriera
Dopo la laurea, Zhang fu assunta dalla Barings PLC (in seguito Barings Bank), che aveva cercato a Cambridge studenti con conoscenza della privatizzazione in Cina e che assunse Zhang sulla base della sua tesi di master sull'argomento. Tornò a Hong Kong per lavorare, ma nel 1993 la filiale alla Barings fu acquisita da Goldman Sachs e Zhang fu trasferita a New York City,  dove aiutò a far quotare le fabbriche cinesi privatizzate in Borsa. Incuriosita dalla crescente urbanizzazione della Cina, ritornò nella sua città natale, Pechino, dove incontrò e sposò suo marito, che le fece la proposta di matrimonio appena quattro giorni dopo il loro incontro, nel 1994. Sempre nel 1994, la coppia iniziò un progetto di sviluppo ad uso misto su terreni indesiderati, chiamato "New Town". 
Nel 1995 ha co-fondato con suo marito Hongshi (significa "Pietra Rossa"), che in seguito divenne SOHO China. Nel decennio successivo, iniziarono sei ulteriori progetti di sviluppo in Cina, incluso uno sviluppo residenziale a Boao, l'isola di Hainan e il Comune vicino alla Grande Muraglia, un boutique-hotel gestito a Pechino che presenta le opere di dodici architetti asiatici reclutati da Zhang. All'inizio del loro matrimonio e del loro rapporto d'affari, la coppia ebbe attriti a causa di idee diverse su come avrebbe dovuto essere gestita l'attività, portando Zhang a tornare in Inghilterra per un po' di tempo per riflettere. Alla fine, decise di tornare da suo marito, ma lasciò l'attività per un certo periodo, tornando a concentrarsi sul design quando gli affari aumentarono. 

### Sviluppi successivi
Dopo 10 anni di attività l'azienda di Zhang e Shiyi divenne la più grande impresa immobiliare del paese, con Zhang conosciuta come "la donna che costruì Pechino". Nel 2008, la coppia è stata descritta dal Times come "i magnati immobiliari più visibili e appariscenti della Cina". Nel 2011, Zhang ha iniziato a passare dal semplice sviluppo e vendita di proprietà all'acquisto e all'affitto di spazi, e si è allargata fuori dalla Cina acquisendo una partecipazione di 600 milioni di dollari nella Park Avenue Plaza di New York City, seguita dalla partecipazione in un gruppo acquisendo una partecipazione del 40% nel General Motors Building nel centro di Manhattan nel 2014,] per una cifra dichiarata di 1,4 miliardi di dollari. A quel tempo, Zhang, attraverso SOHO China, era coinvolto in 18 sviluppi a Pechino e 11 a Shanghai. 
Nel 2014, Zhang e suo marito hanno lanciato un'iniziativa di beneficenza da 100 milioni di dollari, le borse di studio SOHO China, "per finanziare studenti cinesi svantaggiati nelle migliori istituzioni di tutto il mondo", comprese donazioni di oltre 10 milioni di dollari all'Università di Yale, oltre 15 milioni di dollari all'Università di Harvard e 10 milioni di dollari all'Università di Chicago; i doni sollevarono critiche da parte di chi sosteneva che i soldi avrebbero potuto essere spesi per migliorare le scuole in Cina. Le borse di studio SOHO China sostengono circa 50 studenti cinesi che conseguono titoli di studio universitari presso università partner. 
SOHO China ha iniziato una transizione da un modello di business di costruzione e vendita di immobili a uno di acquisto e locazione, con Zhang che ha partecipato al lancio nel febbraio 2015 del settore degli spazi per uffici condivisi SOHO 3Q, affittando spazi condivisi ad aziende in varie città della Cina. 
Zhang si è trasferita negli Stati Uniti durante la pandemia di COVID-19 e si è dimessa da SOHO China nel settembre 2022.